# Gare de l'Ouest (Francfort-sur-le-Main)
Pour les articles homonymes, voir Gare de l'Ouest.
La Gare de l'ouest (Frankfurt (Main) Westbahnhof) est une gare ferroviaire allemande de la ligne Main-Weser (de) et la ligne de Francfort-sur-le-Main-Friedrichsdorf (de). Elle est située dans l'ouest de Francfort-sur-le-Main. Elle dessert notamment l'université de Francfort, c'est également une gare de correspondance pour les visiteurs de la foire de la direction nord et les gens de la banlieues de nord.
Elle est mise en service en 1848.
Elle est desservie, sur le viaduc, par les quatre lignes de la S-Bahn Rhin-Main et au niveau du sol par les trains RE, RB.

## Histoire
Elle est mise en service en 1848 et est alors dénommée gare de Bockenheim (Bockenheimer Bahnhof).

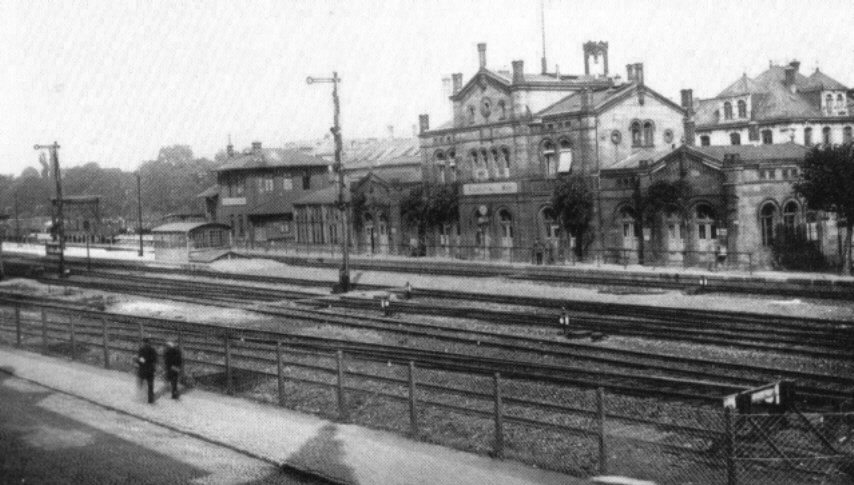
La gare vers 1930.

## Service des voyageurs

### Intermodalité

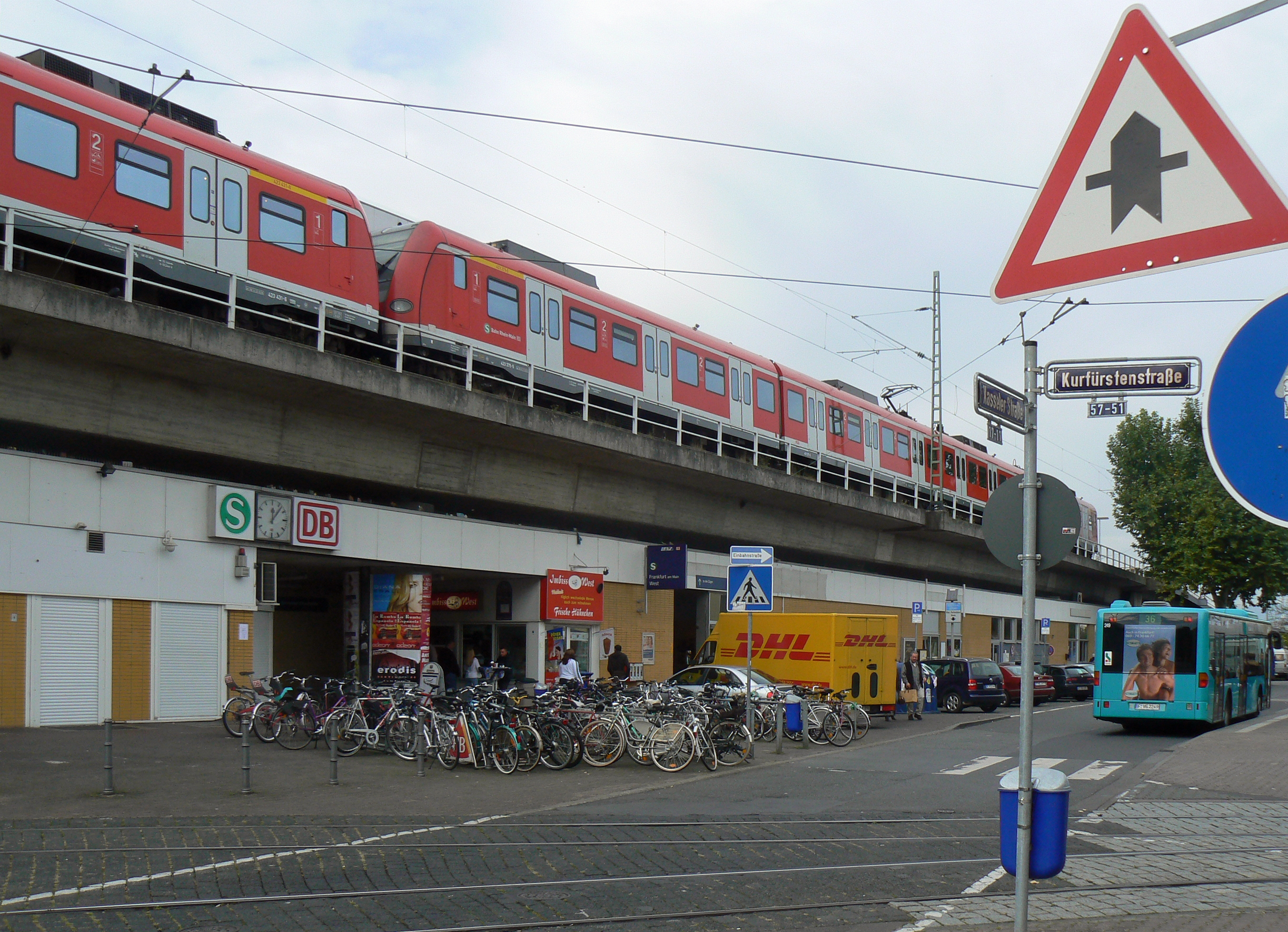
Entrée de la gare
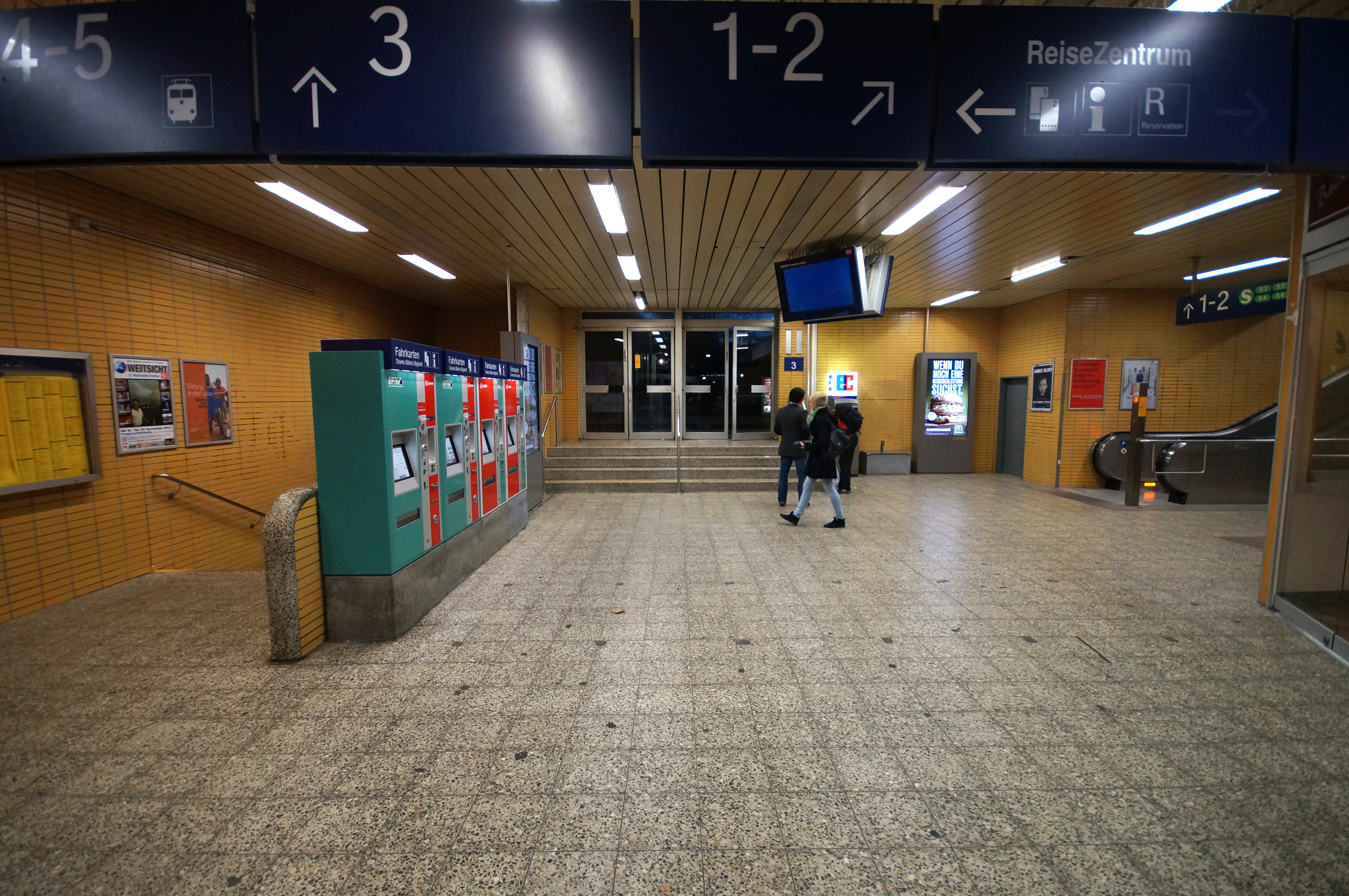
Entrée et accès aux quais.
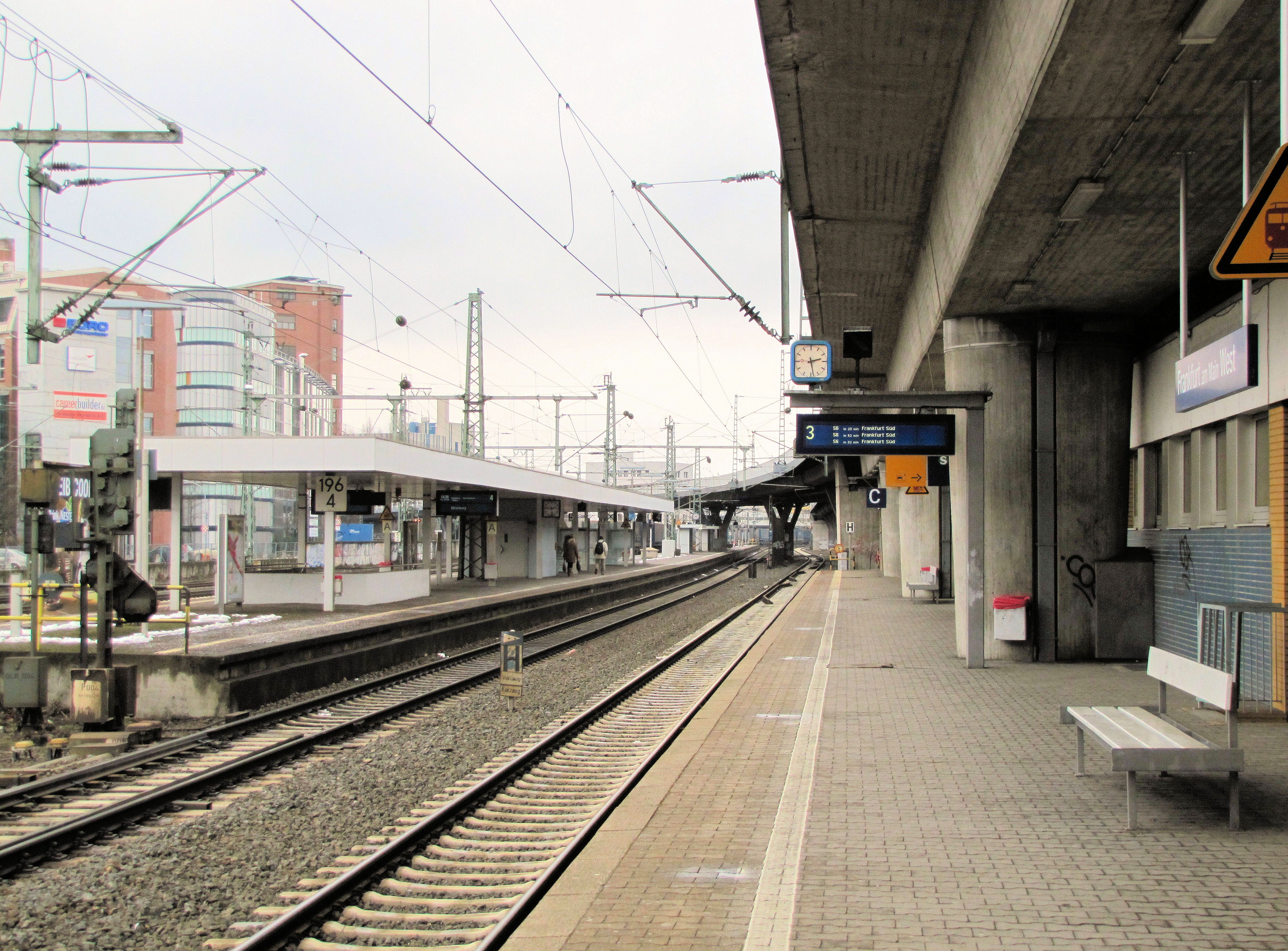
Voies et quais (au niveau du sol).
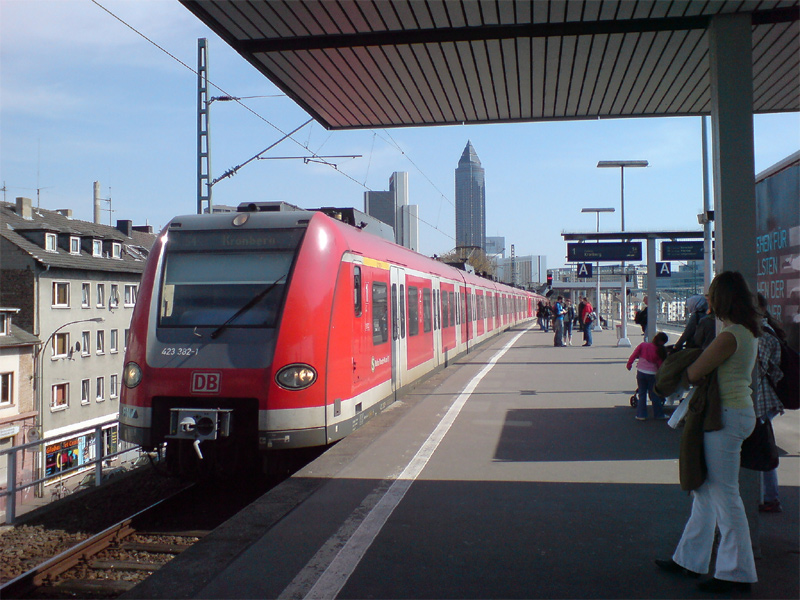
Desserte (sur le viaduc).